# Naïs Micoulin
Naïs Micoulin est un recueil de nouvelles d'Émile Zola paru en 1883.

## Contenu
Le recueil se compose de six nouvelles parues initialement dans Le Messager de l'Europe. Par l'intermédiaire d'Ivan Tourgueniev, Zola avait conclu un contrat avec cette revue russe, prévoyant la livraison mensuelle d'un texte de 24 pages. Cette collaboration a duré de mars 1875 à décembre 1880.
Un premier recueil, Le Capitaine Burle, était paru en 1882, mais l'organisation de Naïs Micoulin est différente : Zola a renoncé à son système d'alternance et bâti son recueil sur l'opposition de deux groupes comprenant chacun trois nouvelles. La construction est ainsi plus massive et plus symétrique. D'un côté le drame violent de Naïs Micoulin, les crises et les coups de théâtre de Nantas, le cauchemar macabre de La Mort d'Olivier Bécaille. De l'autre, la comédie mondaine de Madame Naigeon, la bouffonnerie des Coquillages de M. Chabre, l'ironie amère de Jacques Damour.

### Naïs Micoulin
Le père Micoulin est le métayer de la propriété des Rostand, au bord d'une falaise, à L'Estaque. Pendant que M. Rostand vaque à ses affaires d'avoué, son fils Frédéric et sa mère y passent l'été, servis par la fille Micoulin, Naïs. Les deux jeunes gens entament une liaison qui durera tout l'été. Quand le père Micoulin s'en aperçoit, il essaie de se débarrasser de Frédéric, mais pas ouvertement, « car le maître, même enterré, est toujours le plus fort. » Il tente d'abord de renverser la barque dans laquelle il l'a emmené à la pêche un jour de grand vent, mais Frédéric peut s'accrocher à la voile immergée. Il essaie ensuite de simuler un accident de chasse, mais Naïs, soupçonneuse, l'a suivi et détourne le fusil au moment où le coup part. Dès lors, elle n'a plus de paix, et fait creuser par Toine, l'ouvrier agricole bossu, un petit canal soi-disant d'irrigation pour le potager, parfait pour causer l'éboulement qui emportera son père.
La nouvelle est écrite en août 1877 pendant un séjour de Zola à L'Estaque, en même temps qu'il prépare Une page d'amour. Ces deux textes décrivent une passion entre des êtres qui ne se connaîtront jamais. Dans Naïs Micoulin l'impossibilité de communiquer découle des univers différents dans lesquels vivent les personnages. Et Frédéric ne saura jamais ce que Naïs a fait pour le protéger. C'est elle qui domine : Frédéric reste entièrement passif et Toine n'est que l'instrument qui lui permet de tuer le père Micoulin.

### Nantas
« J'avais imaginé l'aventure d'un gaillard, brûlé d'ambition, écrasé de misère, qui vendait son nom à la fille séduite d'un riche magistrat, en s'engageant à ne jamais faire usage de ses droits conjugaux, et qui plus tard, arrivé au faîte de la fortune et des honneurs, tombé amoureux fou de sa femme, sanglotait de douleur et d'impuissance, parce qu'elle se refusait à lui, méprisante ».
Il s'agit d'une variation de La Curée. Au moment de sa rédaction, Zola, dans ses notes préparatoires, avait développé un tel scénario, qu'il n'avait pas retenu pour le roman. Dans La Curée, le destin des personnages est à l'image du destin du Second Empire, dans Nantas le drame devient strictement individuel et la politique n'est qu'un des domaines où le héros montre sa force. Dans La Curée la femme, Renée, est au centre du drame, dans Nantas les conflits de Flavie ne sont pas décrits, tout tourne autour de ceux du personnage principal. Flavie sauve la vie de Nantas, comme Naïs Micoulin sauve celle de Frédéric. La construction est circulaire : parti de cette petite chambre où il allait se suicider par misère, Nantas, à l'ambition proche de celle de Rastignac, y revient pour se suicider par malheur. Mais la nouvelle est composite, oscillant entre la peinture de caractères et le récit de carrière, le drame d'ambition et l'histoire d'amour malheureuse, les ficelles du mélodrame et celles de la comédie.

### La Mort d'Olivier Bécaille
Le narrateur raconte à la première personne sa catalepsie : sa volonté est morte, plus une fibre de sa chair ne lui obéit, seule sa pensée demeure, lente et paresseuse, mais d'une netteté parfaite. Sa femme le croit mort, ce que confirme le médecin venu l'examiner machinalement. La voisine organise une veillée, le voisin s'occupe de la déclaration et du convoi mortuaire qui, après un bref arrêt dans une église, l'emmène au cimetière. Il sent que son cercueil est mis dans une fosse, puis recouvert. Alors il s'évanouit. Quand il sort de son état cataleptique, il lutte des heures pour s'extirper de là, tout près de la folie. Il réussit, fait quelques pas dans la rue, tombe, et se voit ramassé et soigné par un médecin en retraite qui le garde quelques semaines en convalescence. Rétabli, il recherche sa femme et apprend qu'elle est repartie en province avec le voisin. Il ne la recherchera pas, ne voulant pas lui faire « la bêtise cruelle de ressusciter. »
Il n'y a pas de héros, simplement un narrateur. La femme n'a aucun pouvoir, elle n'est que résignée à son sort. Les autres personnages sont tous en arrière plan. Ce qui compte, ce sont les cauchemars d'Olivier Bécaille. Zola a reconnu siennes les hantises prêtées à son personnage. Il les décrit aussi, parfois dans les mêmes termes, dans La Joie de vivre.

### Madame Naigeon
La rouée Madame Naigeon manœuvre habilement un jeune provincial fraîchement débarqué à Paris, afin qu'il l'aide à assurer l'élection de son mari comme conseiller général. Quand il essaie d'obtenir ce qu'il croyait sous-entendu en échange, elle l'éconduit sèchement.
Dans un contexte où la République s'est définitivement imposée, malgré des politiciens médiocres, et où ce sont leurs femmes qui intriguent, Madame Neigeon est la plus troublante des personnages féminins de Zola, la plus habile dans l'art de la séduction, mais aussi la plus fidèle.

### Les Coquillages de M. Chabre
Monsieur Chabre se désole de ne pouvoir être père. Son médecin lui ayant recommandé de manger beaucoup de coquillages, il emmène Estelle, sa femme bien plus jeune que lui, à Piriac, et commence le régime prescrit. Ils font la connaissance d'Hector, qui les emmène ramasser des coquillages dans toute la contrée, malgré les protestations de M. Chabre qui, détestant l'eau, préfère les acheter que les ramasser. Un jour Estelle et Hector se trouvent coincés par la marée dans une grotte. Neuf mois plus tard, M. Chabre s'extasie de l'efficacité du traitement recommandé par son médecin.
En séjour à Piriac en 1876, Zola se délasse de la rédaction de L'Assommoir, d'où un climat d'euphorie rare chez lui. La mer est le principal personnage, et la montée des flots est associée chaque fois à un progrès de l'amour entre Hector et Estelle. Celle-ci adopte envers lui une attitude maternelle, aimant « un géant dont elle aurait fait un petit garçon. » Monsieur Chabre, lui, Bouvard et Pécuchet à lui tout seul, est ouvertement ridiculisé, mais le rire permet d'éviter tout sentiment de culpabilité.

### Jacques Damour
Communard tout simplement parce qu'il estime faire son devoir, Jacques Damour est déporté en Nouvelle-Calédonie. Il réussit après quelques années à s'échapper mais, confondu avec un autre fugitif, il est déclaré mort. Après une errance aux quatre coins du monde, hébété par un reste de fièvre jaune, il rentre à Paris dix ans après sa déportation. Il retrouve sa femme mariée à un boucher, avec deux jeunes enfants. Il tente de la reprendre, mais elle refuse, lui montrant l'avis de décès qu'elle avait reçu et qui l'a incitée à refaire sa vie. Il finira sa vie comme gardien d'une des propriétés de sa fille, devenue femme entretenue.
Inspirée par l'amnistie des communards en juillet 1880, l'histoire de Jacques Damour est moins une réflexion historique ou politique qu'un drame individuel, un destin gouverné par une série de hasards. Pour Zola, la Commune de 1871 est un épisode dépassé, une crise momentanée due à des circonstances exceptionnelles, et non à des antagonismes sociaux. Pour lui, les insurgés ne sont ni des monstres ni des bandits, mais des hommes ordinaires, qui se sont laissés emporter et se sont battus sans trop savoir pourquoi. Le vrai thème du roman n'est pas la Commune, mais le retour, retour de Damour au pays, retour à sa condition, retour à ses idées.

## Réception
Le recueil a un succès de librairie relativement honorable, mais loin du tirage des romans. La critique s'y intéresse peu, plus préoccupée par l'adaptation théâtrale de Pot-Bouille.

## Prépublications
- Naïs Micoulin : Le Messager de l'Europe, septembre 1877
- Nantas, Le Messager de l'Europe, octobre 1878, sous le titre La Vie contemporaine
- La Mort d'Olivier Bécaille, Le Messager de l'Europe, mars 1879
- Madame Naigeon, Le Messager de l'Europe, sous le titre Une parisienne
- Les Coquillages de . Chabre, Le Messager de l'Europe, septembre 1876, sous le titre Bains de mer en France
- Jacques Damour, Le Messager de l'Europe, août 1880

Toutes ces nouvelles ont été publiées ensuite dans des journaux français

## Éditions
- Édition originale : Charpentier, novembre 1883

- Émile Zola, Œuvres complètes, t. 9, Cercle du livre précieux, édition d'André Stil, 1968
- Émile Zola, Contes et Nouvelles, Gallimard, La Pléiade, édition de Roger Ripoll, 1989 (ISBN 2-07-010846-5)
- Nantas, Madame Naigeon et Les Coquillages de M. Chabre figurent dans le recueil Émile Zola, Nouvelles roses, Livre de Poche, 2013 (ISBN 978-2253163602)
- Naïs Micoulin, La Mort d'Olivier Bécaille et Jacques Damour figurent dans le recueil Émile Zola, Nouvelles noires, Livre de Poche, 2013 (ISBN 978-2253163619)
- Nantas, La Mort d'Olivier Bécaille et Les Coquillages de M. Chabre figurent dans le recueil Émile Zola, Contes et Nouvelles II (1875-1899), Garnier-Flammarion, 2008, réédition 2020 (ISBN 978-2-0812-0823-0)

## Adaptations
- Jacques Damour, adaptation théâtrale de Léon Hennique (1887)
- Naïs Micoulin, drame lyrique d'Alfred Bruneau (1906)
- Nantas, film d'Émile-Bernard Donatien (1924)

- Naïs, film de Raymond Leboursier et Marcel Pagnol (1945)